# Oleksij Hončaruk
Oleksíj Valérijovič Hončarúk (in ucraino Олексі́й Вале́рійович Гончару́к?; Horodnja, 7 luglio 1984) è un politico ucraino.
Dal 29 agosto 2019 al 4 marzo 2020 è stato primo ministro dell'Ucraina.

## Biografia

### Primi anni di vita e di carriera
Oleksij Hončaruk è nato a Horodnja, nell'allora Unione Sovietica, il 7 luglio 1984. Valeriy, padre di Hončaruk, era membro del Partito Socialdemocratico Ucraino. Nelle elezioni parlamentari in Ucraina del 2002 il padre di Hončaruk ha cercato di ottenere un seggio parlamentare per questo partito, ma alla fine non è riuscito ad ottenerlo. L'anno seguente è rimasto ucciso in un incidente. Dal 2005 Hončaruk ha lavorato come avvocato e come capo del dipartimento legale per varie società.

### Primo ministro d'Ucraina
Il 28 maggio 2019 Hončaruk è stato nominato vicedirettore dell'Ufficio del presidente dell'Ucraina Zelens'kyj. In questa posizione era responsabile del blocco dello sviluppo economico e del proseguimento delle riforme. Il 29 agosto fu nominato ufficialmente alla carica di Primo ministro e lo stesso giorno il parlamento approvò facilmente la sua nomina con 290 deputati che votarono a favore. Al momento della sua nomina, Hončaruk è stato il primo ministro più giovane della storia dell'Ucraina.
Il 13 ottobre 2019, insieme alla Ministra degli affari dei veterani Oksana Koliada, partecipa a un concerto a Kiev dedicato ai veterani e organizzato da Andriy Medvedko, membro del gruppo neonazista S14, sospettato dell'omicidio del giornalista Oles' Buzyna.
Il 17 gennaio 2020, a seguito della diffusione di una registrazione effettuata a sua insaputa, nel corso di una riunione informale tra ministri e alti funzionari della Banca Nazionale del dicembre 2019, in cui ha affermato che il presidente della Repubblica Volodymyr Zelens'kyj «ha una comprensione molto primitiva dell'economia», ha presentato le proprie dimissioni, che tuttavia sono state respinte da Zelens'kyj. Il 4 marzo 2020 ha presentato nuovamente le sue dimissioni a Zelens'kyj, che le ha accettate. Il parlamento in seguito dato la fiducia a Denys Šmyhal', che ricopriva carica di viceprimoministro nel governo Hončaruk.